# Goodyera rosea
Goodyera rosea là một loài thực vật có hoa trong họ Lan. Loài này được (H.Perrier) Ormerod mô tả khoa học đầu tiên năm 2006.